# Перово (Вязниковский район)
Перово — деревня в Вязниковском районе Владимирской области России. Входит в состав муниципального образования «Город Вязники».

## География
Деревня расположена на правом берегу реки Клязьма в 13 км на восток от Вязников. К деревне примыкает деревня Ильина Гора.

## История
До революции один из крупнейших населённых пунктов Олтушевской волости Вязниковского уезда.
В 1917-1954 годах административный центр Перовского сельсовета.
В годы Советской власти центральная усадьба колхоза «Заря коммунизма».

## Население
| 1859 | 1897 | 1926 |
| ---- | ---- | ---- |
| 430  | 553  | 700  |

| 1859 | 1897 | 1905 | 1926 | 2002 | 2010 | 2021 |
| ---- | ---- | ---- | ---- | ---- | ---- | ---- |
| 430  | ↗553 | ↗573 | ↗700 | ↘305 | ↘252 | ↘153 |

## Известные уроженцы, жители
Зуйков Леонид Григорьевич, художник-миниатюрист.

## Инфраструктура
Личное подсобное хозяйство с зоной сельскохозяйственного использования, индивидуальная застройка усадебного типа.
Перовская сельская библиотека, МОУ Перовская средняя общеобразовательная школа, Перовский ФАП.
В деревне работали детский сад, средняя школа, дом культуры, дом быта, существовал колхоз «Заря коммунизма», специализирующийся на животноводстве, производстве молока, овощеводстве.

## Транспорт
Автобусное сообщение с райцентром. Остановка общественного транспорта «Перово». 
В навигацию 1958 года по р. Клязьма работала пассажирская линия Вязники — Перово, обслуживаемая теплоходом «М-83».